# Hugo von Wasielewski

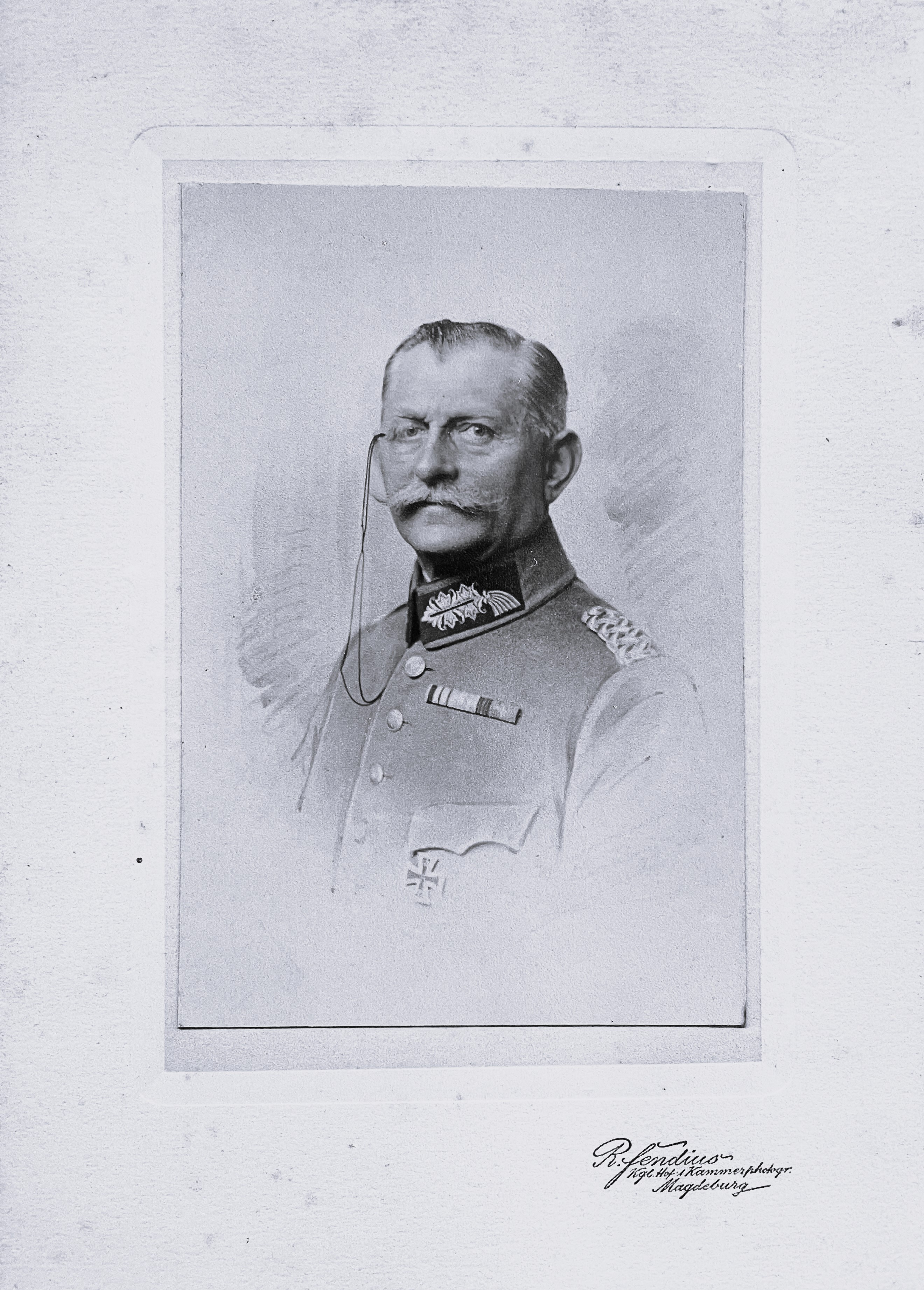
Hugo von Wasielewski

Hugo Friedrich Joseph Karl von Wasielewski (* 11. Dezember 1853 in Danzig; † 21. April 1936 in Potsdam) war ein preußischer General der Infanterie.

## Leben
Hugo von Wasielewski war ein Sohn des preußischen Oberst Carl Heinrich von Wasielewski (1811–1873) und dessen Ehefrau Mathilde, geborene Roepell (1831–1866). Sein jüngerer Bruder war der spätere preußische Generalmajor Julius von Wasielewski (1857–1938).
Wasielewski war mit Elisabeth Wendt (1865–1931) verheiratet. Aus der Ehe gingen die Töchter Ellen, verheiratete Schönwald und Ilse, verheiratete Freifrau von Düring hervor.

### Militärkarriere
Wasielewski besuchte ab 1871 das Kadettenkorps und war zeitweise Page von Kronprinzessin Victoria. Am 28. April 1872 wurde er als Sekondeleutnant dem Ostpreußischen Füsilier-Regiment Nr. 33 der Preußischen Armee in Danzig überwiesen. Ab Oktober 1876 war er für drei Jahre als Adjutant beim Bezirkskommando Marienburg sowie 1880/81 zur Militär-Turnanstalt kommandiert. Am 22. März 1881 wurde Wasielewski in das neu geschaffene Infanterie-Regiment Nr. 128 versetzt. Er wirkte als Regimentsadjutant, avancierte Mitte November 1881 zum Premierleutnant und absolvierte ab Oktober 1883 für drei Jahre die Kriegsakademie in Berlin. Mit der Beförderung zum Hauptmann wurde er am 13. Dezember 1888 Kompaniechef, bis er am 16. Januar 1892 unter Überweisung zum Generalstab der 28. Division in den Generalstab der Armee versetzt wurde. Ende Juli 1894 zum Major befördert, trat er am 18. Oktober 1895 mit der Ernennung zum Kommandeur des III. Bataillons im 4. Niederschlesischen Infanterie-Regiment Nr. 51 in Brieg wieder in den Truppendienst zurück.
Ab dem 16. Februar 1899 fungierte er als Kommandeur des Pommerschen Jäger-Bataillons Nr. 2 und stieg Mitte Dezember 1900 zum Oberstleutnant auf. Am 22. März 1903 wurde Wasielewski Oberst und Kommandeur des Niederrheinischen Füsilier-Regiments Nr. 39 in Düsseldorf. Mit der Führung der 25. Infanterie-Brigade wurde er am 14. April 1907 beauftragt und unter Beförderung zum Generalmajor am 18. Mai des gleichen Jahres zum Brigadekommandeur ernannt. Anlässlich des Ordensfestes erhielt er im Januar 1909 den Roten Adlerorden II. Klasse mit Eichenlaub. In Genehmigung seines Abschiedsgesuches wurde er am 20. Mai 1910 mit der gesetzlichen Pension und unter Verleihung des Charakters als Generalleutnant zur Disposition gestellt.
Nach Ausbruch des Ersten Weltkriegs wurde Wasielewski als z.D.-Offizier wiederverwendet und Ende Dezember 1914 Kommandeur der neu aufgestellten 83. Infanterie-Brigade. Anschließend war er ab 10. Mai 1915 Kommandeur der 46. Reserve-Division. Für sein Wirken erhielt er den Kronen-Orden I. Klasse mit Schwertern. Seine Mobilmachungsbestimmung wurde am 18. Juni 1918 aufgehoben.
Seine Ernennung zum General der Infanterie erfolgte am 29. Mai 1921.